# De Grote Sinterklaasshow
De Grote Sinterklaasshow is een evenement rondom Sinterklaas. Het evenement wordt jaarlijks georganiseerd door Studio 100. Tijdens de show zijn er veel Studio 100-personages te zien, zoals Piet Piraat, nachtwacht, bumba, k3 en Kabouter Plop. De eerste editie vond plaats in 2000. De Grote Sinterklaasshow wordt sindsdien gehouden in het Sportpaleis in Antwerpen.